# Referendum in Lettonia del 1934
Il referendum in Lettonia del 1934 si svolse il 24 e il 25 febbraio 1934 in merito all'istituzione di un sistema di previdenza sociale.
Il referendum fu avviato dal Partito socialdemocratico lettone dei lavoratori e dai suoi sostenitori per chiedere agli elettori se approvassero la legge "Sulle disposizioni in caso di vecchiaia, disabilità e disoccupazione", più comunemente nota come Legge sulle assicurazioni. La legge avrebbe assicurato la protezione sociale per anziani, disabili e disoccupati, grazie ai fondi costituiti dai contributi dei datori di lavoro, dai contributi dei proprietari di grandi immobili, dai contributi delle persone il cui reddito superava i 5.000 lati all'anno, nonché dai contributi dei governi statali e locali.
Sebbene la proposta referendaria fosse stata approvata con ampio margine dei votanti, l'affluenza alle urne fu inferiore al quorum necessario e così la legge non venne approvata dal Saeima.

## Risultati
| Scelta                 | voti    | %    |
| ---------------------- | ------- | ---- |
| Per                    | 385.258 | 93,2 |
| Contro                 | 27.988  | 6,8  |
| Voti non validi/vuoti  | 1.651   | –    |
| Totale                 | 414.897 | 100  |
| Fonte: Nohlen & Stöver |         |      |